# Regarde-moi (film, 2024)
Pour les articles homonymes, voir Regarde-moi (homonymie).
Pour plus de détails, voir Fiche technique et Distribution.
Regarde-moi (en russe : Смотри на меня!, Smotri na menia!) est un drame familial russe réalisé par Vladimir Grammatikov et sorti en 2024.
Le film est inspiré d'évènements réels, vécu pendant l'enfance du réalisateur.

## Synopsis
1948. Nina Levitskaïa, ancienne chanteuse d'opéra et mère de quatre enfants, ne sait rien du sort de son mari, disparu depuis près d'un an. Selon les rumeurs, le père de famille, un travailleur responsable, Alexandre, devrait se trouver quelque part à Moscou. Nina vend tous ses biens, rassemble ses enfants et quitte Sverdlovsk pour la capitale. Le long voyage dans un wagon couvert avec les restes des biens ménagers, une mangeoire à vaches et un piano comporte de nombreuses difficultés. Le grand amour et la foi aident les héros à ne pas abandonner et à avancer vers leur rêve, et sur la route, ils rencontrent des gens bienveillants.

## Fiche technique
- Titre français : Regarde-moi[1]
- Titre original en russe : Смотри на меня!, Smotri na menia![2],[3]
- Réalisation : Vladimir Grammatikov
- Scénario : Andreï Kontchalovski, Ielena Kisseliova
- Photographie : Alicher Khamidkhodjaïev (ru)
- Montage : Olga Grinchpoune, Oxana Kravtchevskaïa
- Musique : Vladimir Davydenko (ru)
- Décors : Maria Tourskaïa
- Production : Marina Jigalova (ru), Vadim Verechtchaguine
- Sociétés de production : Central Partnership
- Pays de production :  Russie
- Langue originale : russe
- Format : Couleurs
- Durée : 120 minutes
- Genre : drame familial
- Date de sortie :
  - Russie : 5 septembre 2024

## Distribution
- Alexandra Oursouliak : Nina Levitskaia
- Semion Chkalikov : Chnourov
- Evguenia Simonova (ru) : Sklar
- Olga Lapchina : le facteur
- Evgueni Steblov : un vieil homme
- Oleg Miliakhovski : Kossoï